# U-239
U-239 — средняя немецкая подводная лодка типа VIIC времён Второй мировой войны.

## История
Заказ на постройку субмарины был отдан 20 января 1941 года. Лодка была заложена 14 мая 1942 года на верфи «Германиаверфт» в Киле под строительным номером 669, спущена на воду 28 января 1943 года. Лодка вошла в строй 13 марта 1943 года под командованием лейтенанта Ульриха Воге.

### Флотилии
- 13 марта 1943 года — 1 июля 1943 года — 5-я флотилия (учебная)
- 1 июля 1943 года — 24 июля 1944 года — 22-я флотилия (учебная)
- 25 июля 1944 года — 5 августа 1944 года — 5-я флотилия

### История службы
Лодка не совершала боевых походов. Успехов не достигла. Повреждена 24 июля 1944 года британскими бомбами в доках Deutsche Werft AG, Киль, один человек погиб. Выведена из эксплуатации 5 августа 1944 года и в том же году разделана на металл.